# Reparenting
Il reparenting (o rigenitorializzazione) è una forma di psicoterapia, in cui il terapeuta assume attivamente il ruolo di una figura genitoriale nuova o surrogata per il cliente, al fine di trattare i disturbi psicologici causati da genitori difettosi o persino abusanti. 

## Descrizione
L'ipotesi sottostante al reparenting è che tutte le malattie mentali derivano principalmente da una genitorialità patologica o difettosa, includendo anche la schizofrenia e il disturbo bipolare. Nonostante l'associazione di tale tecnica con la teoria e la pratica dell'analisi transazionale, non ci sono molte prove empiriche per la sua efficacia, e anzi alcuni suggerimenti significativi che possa essere dannosa; la maggior parte dei professionisti della salute mentale non considera il reparenting come una forma legittima di terapia, ed è stata definita un tipo di terapia new Age.
La tecnica fu sviluppata da Jaqui Lee Schiff negli anni '60 del XX secolo in California. Nella sua formulazione originale, il paziente viveva con il terapeuta fino a diversi anni presso un'istituzione. Durante questo periodo, il paziente era totalmente immerso nel rivivere la propria infanzia, e il terapeuta forniva tutte le cure e il nutrimento con l'obiettivo di riformare totalmente lo stato dell'Io-genitore del paziente. Successivamente, altri professionisti svilupparono forme meno invasive di tale approccio, nelle quali i pazienti sperimentavano forme di reparenting durante le normali sedute psicoterapiche.
La schema therapy adotta tra le sue tecniche una forma limitata di reparenting, chiamata limited reparenting.

## Efficacia
Esistono in letteratura alcuni studi che dimostrano l'efficacia del reparenting. David Kline praticò il metodo di regressione totale di Schiff. Tra i suoi pazienti più noti c'era una ragazza con diagnosi di grave anoressia nervosa. Kline teorizzò che l'anoressia del paziente era dovuta alle rigide aspettative della madre. Il reparenting venne quindi utilizzato per contrastare l'influenza negativa dello stile genitoriale della madre del paziente. Secondo la paziente, la terapia fu un successo, e ora vive con più fiducia nella sua immagine di sé.
Jaqui Lee Schiff condusse uno studio per ottenere prove biochimiche sull'efficacia del reparenting sugli schizofrenici. Schiff basò questo studio sull'osservazione che gli individui con schizofrenia tendono ad avere bassi livelli di ricaptazione del triptofano. Nello studio, 20 pazienti con diagnosi di schizofrenia vennero divisi in tre gruppi: un gruppo sottoposto a un trattamento di reparenting presso l'istituto Cathexis fondato dalla stessa Schiff, un gruppo sottoposto a un trattamento separato presso l'Istituto Lafayette e un gruppo di controllo che non ricevette alcun trattamento di reparenting. I risultati mostrarono che i soggetti sottoposti a trattamento di reparenting presso gli istituti Cathexis e Lafayette ebbero una ricaptazione media del triptofano rispettivamente di 3,32 e 3,75. Il gruppo di controllo ebbe una media di 2.13. I numeri mostrano che i soggetti che ricevettero un intervento di reparenting ebbero una ricaptazione del triptofano significativamente più alta alla fine dell'esperimento.
Lilian M. Wissink condusse uno studio per determinare l'effetto del self-reparenting sull'autostima. I soggetti vennero divisi in due gruppi, un gruppo sperimentale composto da 10 persone e un gruppo di controllo composto da 12 persone, e solo il gruppo sperimentale subì il trattamento di reparenting. Ai soggetti furono somministrati questionari per misurare il livello di autostima prima e dopo il trattamento. Il risultato mostrò che i soggetti che avevano ricevuto il self-reparenting avevano aumentato significativamente i livelli di autostima mentre il gruppo di controllo aveva diminuito i livelli di autostima.
Una psicologa di nome Gloria Noriega ha condotto uno studio per analizzare gli effetti del self-reparenting su delinquenti giovanili in carcere, con un'età compresa tra gli undici ei diciotto anni. Nello studio, tutti i soggetti hanno ricevuto esattamente lo stesso trattamento per sostenere la teoria che gli effetti del self-reparenting possano essere replicati direttamente. Secondo i risultati, ventisette dei ventotto soggetti hanno espresso meno aggressività, meno conflitti con i genitori, maggiore motivazione per raggiungere gli obiettivi e maggiore autostima rispetto a prima del trattamento. Il soggetto che non ha mostrato cambiamenti è stato un tossicodipendente e i medici hanno concluso che era necessario un trattamento più specializzato.

## Controversie
Sebbene siano stati fatti alcuni studi per dimostrare l'efficacia del reparenting, la quantità di studi disponibili con una potenza statistica sufficiente è molto limitata. Pochi studi cercano di confermare il meccanismo o isolare le variabili di moderazione del reparenting. La teoria dell'analisi transazionale su cui si basa la teoria del reparenting è già un argomento molto dibattuto. Di conseguenza, la maggior parte della comunità scientifica offre scarso supporto alla teoria del reparenting.
Un altro problema della tecnica è che non esiste un protocollo preciso che stabilisca ciò che il terapeuta può e non può fare. I dettagli sulla condotta del terapeuta sono lasciati al libero giudizio dello stesso. Inoltre, il reparenting richiede lo sviluppo di una relazione molto stretta tra terapeuta e cliente, e c'è il rischio che il terapeuta possa abusare di questa relazione. Esiste un rischio anche per il terapeuta, dal momento che l'eccessivo attaccamento che si può sviluppare potrebbe indurre il terapeuta a sentirsi troppo coinvolto e compromettere il suo giudizio professionale.